# Ronde van Spanje 2007/Dertiende etappe
De dertiende etappe van de Ronde van Spanje 2007 vond plaats op 14 september 2007 en voerde van Hellín naar Torre-Pacheco in de regio Murcia. De etappe was 176 kilometer lang. Er waren twee tussensprints en één beklimming van de derde categorie.

## Verslag
De eerste 20 kilometer werden gekenmerkt door verschillende ontsnappingen, die allen snel weer werden teruggepakt. Hierna demarreerden Jérémy Roy, Tom Stamsnijder en Andreas Klier, die in de stromende regen al snel een grote voorsprong mochten pakken. Na 53 kilometer lagen de drie 8'41" voor en na 63 kilometer zelfs 10'05". De marge schommelde vervolgens tussen de negen en tien minuten, met een maximale voorsprong van 10'20" na 112 kilometer. In het peloton, dat geen aanstalten maakte om de vluchters terug te pakken, vonden verschillende valpartijen plaats.
Pas in de laatste 15 kilometer liep de voorsprong sterk terug. Op vijf kilometer van de meet ontsnapte Klier, maar Stamsnijder kon nog counteren. Roy kon niet meer volgen. De eindsprint werd gewonnen door Klier, met Stamsnijder op één seconde. Daniele Bennati won de sprint van het peloton om de vierde plaats, voor Alessandro Petacchi.

### Tussensprints
- Eerste tussensprint in El Niño de Mula, na 70 km: Jérémy Roy
- Tweede tussensprint in Alhama de Murcia, na 104 km: Jérémy Roy

### Beklimmingen
- Puerto Espuña (3e), na 80 km: Tom Stamsnijder

### Opgaves
- De Italiaan Davide Rebellin van Team Gerolsteiner ging niet van start omdat hij zich voor wilde bereiden op het wereldkampioenschap.
- De Belgische sprinter Tom Boonen van Quick·Step verscheen eveneens niet aan de start in Hellín.
- Ook de Spanjaard Xavier Florencio van Bouygues Télécom startte niet.

## Uitslag
| rang | renner              | land        | ploeg                 | tijd      |
| ---- | ------------------- | ----------- | --------------------- | --------- |
| 1    | Andreas Klier       | Duitsland   | T-Mobile Team         | 4u 01'52" |
| 2    | Tom Stamsnijder     | Nederland   | Team Gerolsteiner     | op 1"     |
| 3    | Jérémy Roy          | Frankrijk   | La Française des Jeux | op 24"    |
| 4    | Daniele Bennati     | Italië      | Lampre-Fondital       | op 4'03"  |
| 5    | Alessandro Petacchi | Italië      | Team Milram           | z.t.      |
| 6    | Angelo Furlan       | Italië      | Crédit Agricole       | z.t.      |
| 7    | Roy Sentjens        | België      | Predictor-Lotto       | z.t.      |
| 8    | Magnus Bäckstedt    | Zweden      | Liquigas              | z.t.      |
| 9    | Aljaksandr Oesaw    | Wit-Rusland | Ag2r Prévoyance       | z.t.      |
| 10   | Erik Zabel          | Duitsland   | Team Milram           | z.t.      |

## Klassementen

### Algemeen klassement
| rang | renner            | land      | ploeg                 | tijd       |
| ---- | ----------------- | --------- | --------------------- | ---------- |
| 1    | Denis Mensjov     | Rusland   | Rabobank              | 52u 14'21" |
| 2    | Vladimir Jefimkin | Rusland   | Caisse d'Epargne      | op 2'01"   |
| 3    | Cadel Evans       | Australië | Predictor-Lotto       | op 2'27"   |
| 4    | Carlos Sastre     | Spanje    | Team CSC              | op 3'02"   |
| 5    | Ezequiel Mosquera | Spanje    | Karpin-Galicia        | op 4'35"   |
| 6    | Samuel Sánchez    | Spanje    | Euskaltel-Euskadi     | op 4'42"   |
| 7    | Vladimir Karpets  | Rusland   | Caisse d'Epargne      | op 5'49"   |
| 8    | Manuel Beltrán    | Spanje    | Liquigas              | op 5'56"   |
| 9    | Stijn Devolder    | België    | Discovery Channel     | op 6'28"   |
| 10   | Carlos Barredo    | Spanje    | Quick·Step-Innergetic | op 6'39"   |

### Puntenklassement
| rang | renner              | land   | ploeg                 | punten |
| ---- | ------------------- | ------ | --------------------- | ------ |
| 1    | Paolo Bettini       | Italië | Quick·Step-Innergetic | 101    |
| 2    | Daniele Bennati     | Italië | Lampre-Fondital       | 89     |
| 3    | Alessandro Petacchi | Italië | Team Milram           | 88     |

### Bergklassement
| rang | renner            | land    | ploeg             | punten |
| ---- | ----------------- | ------- | ----------------- | ------ |
| 1    | Denis Mensjov     | Rusland | Rabobank          | 71     |
| 2    | Serafín Martínez  | Spanje  | Karpin-Galicia    | 70     |
| 3    | Jurgen Van Goolen | België  | Discovery Channel | 62     |

### Combinatieklassement
| rang | renner            | land      | ploeg            | punten |
| ---- | ----------------- | --------- | ---------------- | ------ |
| 1    | Denis Mensjov     | Rusland   | Rabobank         | 7      |
| 2    | Cadel Evans       | Australië | Predictor-Lotto  | 17     |
| 3    | Vladimir Jefimkin | Rusland   | Caisse d'Epargne | 18     |

### Ploegenklassement
| rang | ploeg             | land   | tijd        |
| ---- | ----------------- | ------ | ----------- |
| 1    | Caisse d'Epargne  | Spanje | 157u 01'06" |
| 2    | Predictor-Lotto   | België | op 7'55"    |
| 3    | Euskaltel-Euskadi | Spanje | op 8'58"    |

1e etappe ·
2e etappe ·
3e etappe ·
4e etappe ·
5e etappe ·
6e etappe ·
7e etappe ·
8e etappe ·
9e etappe ·
10e etappe ·
11e etappe ·
12e etappe ·
13e etappe ·
14e etappe ·
15e etappe ·
16e etappe ·
17e etappe ·
18e etappe ·
19e etappe ·
20e etappe ·
21e etappe

Startlijst · Eindstanden · Afbeeldingen